# リブニツァ
リブニツァ（Ribnica）は、スロベニアの市である。

## 地理
リブニツァはスロベニアの南にある、人口約36,000人の町である。面積は153,6km2である。スロベニアで2番目に古い町である。

## 歴史
リブニツァは9世紀に発見された。11世紀に建てたれたリブニツァ城（ドイツ語: Reifniz）という城があるが、戦争中に破壊された。後に再建され、現在は城の中に結婚式場がある。リブニツァの教会の鐘楼は ヨジェ・プレチニックによって建てられた。

## 象徴
リブニツァの紋章の中には青い魚がいる。

## 動物
最も有名な動物はクマであり、他にもリンクスやオオカミ、キツネがいる。

## 文化
リブニツァでは毎年9月に木製品の祭がある。森がたくさんあるため、木製品をたくさん作ることができ、人々はこの祭りでそれらを販売する。

## 出身の著名人
- ヤコブス・ガルス
- フランツェ・プレシェーレン